# Aspidiophorus oculifer
Aspidiophorus oculifer är en djurart som tillhör fylumet bukhårsdjur, och som beskrevs av Kisielewski 1981. Aspidiophorus oculifer ingår i släktet Aspidiophorus och familjen Chaetonotidae. Inga underarter finns listade i Catalogue of Life.